# Samantha Barks
Samantha Barks (* 2. Oktober 1990 in Laxey, Isle of Man) ist eine britische Musicaldarstellerin und Schauspielerin. Bekannt wurde sie durch die BBC-Castingshow I'd do anything von Andrew Lloyd Webber, in der sie den dritten Platz belegte.

## Leben
Samantha wuchs in ihrer Heimat Isle of Man auf, wo sie die Laxey Primary School in Laxey und St Ninian's High School in Douglas besuchte, bevor sie nach London zog, um ihr Abitur an der The Arts Educational Schools (ArtsEd) in Chiswick abzulegen.
Barks tanzt seit ihrem dritten Lebensjahr und war Mitglied der Manx Operatic Society, in der sie ihre darstellerischen Fähigkeiten weiter entwickelte. Schon während ihrer Schulzeit stand sie in verschiedenen Musicalproduktionen wie Der Zauberer von Oz, Guys and Dolls oder Jekyll & Hyde auf der Bühne.
2008 nahm sie an der BBC Castingshow I’d do anything teil, in der Andrew Lloyd Webber die Darstellerin für die weibliche Hauptrolle seiner Neuproduktion des Musicals Oliver! suchte. Barks schaffte es hinter Jodie Prenger und Jessie Buckley auf den dritten Platz. Kurze Zeit später feierte sie ihr Debüt am Londoner West End als Éponine in Les Misérables, welche sie mit großem Erfolg auch zum 25. Jubiläumskonzert des Musicals darstellen durfte.
Am 31. Januar 2012 verkündete Musicalproduzent Cameron Mackintosh nach einer Vorstellung des Musicals Oliver!, in welchem Samantha bis April 2012 die Rolle der Nancy spielte, dass Barks die begehrte Rolle der Éponine in Tom Hoopers Musicalverfilmung von Les Misérables erhalten hat.
Seit 2018 spielt Barks die Rolle der Vivian Ward im Musical Pretty Woman, die im ursprünglichen Film von Julia Roberts verkörpert wurde. Samantha Barks feierte mit Pretty Woman im Juli 2018 auch ihr Broadway-Debüt. Zu Beginn spielte sie die Rolle noch in Chicago. 2019 wurde sie als Elsa in der West-End-Musical-Produktion von Die Eiskönigin – Das Musical (Original: Frozen) gecastet. Das Musical soll ab April 2021 aufgeführt werden.
Am 15. Februar 2025 gewann Barks als Pufferfish die sechste Staffel der britischen Version von The Masked Singer.

## Musicalengagements
- 2008–2009: Sally Bowles in Cabaret, England-Tournee
- 2010–2011: Éponine in Les Misérables, Queens Theatre in London
- 2011–2012: Nancy in Oliver!, England-Tournee
- 2013: Velma in Chicago, Hollywood Bowl[12]
- 2014: Mallory/Avril in City of Angels, Donmar Warehouse, London
- 2015: Amelie in Amelie, Berkeley Repertory Theatre
- 2016: Cathy in The Last Five Years, St. James Theatre, London
- 2017: Betsy Nolan in Honeymoon in Vegas, London Palladium
- 2018–2019: Vivian Ward in Pretty Woman, Nederlander Theatre, New York
- 2021: Elsa in Die Eiskönigin – Das Musical (Original: Frozen), West End, London

## Filmografie
- 2010: Les Misérables in Concert: The 25th Anniversary
- 2011–2012: Groove High (Fernsehserie, 26 Episoden)
- 2012: Les Misérables
- 2013: Christmas Candle – Das Licht der Weihnacht (The Christmas Candle)
- 2017: Holodomor – Bittere Ernte (Bitter Harvest)
- 2017: Mozart in Love – Intermezzo in Prag (Interlude in prague)
- 2019: For Love or Money
- 2021: First Date

## Auszeichnungen
- Elle Style Award Bester Durchbruch für Les Misérables
- Glamour Awards Pandora Bester Durchbruch für Les Misérables
- Hollywood Film Festival Hollywood Spotlight Award für Les Misérables
- National Board of Review Award bestes Ensemble für Les Misérables
- Satellite Award bestes Ensemble für Les Misérables
- Empire Award bester weiblicher Newcomer für Les Misérables
- Washington D.C. Area Film Critics Association Award bestes Ensemble für Les Misérables
- Nominierung—Screen Actors Guild Award bestes Ensemble für Les Misérables
- Nominierung—Alliance of Women Film Journalists Award bester Durchbruch für Les Misérables
- Nominierung—Broadcast Film Critics Association Award bestes Ensemble für Les Misérables
- Nominierung—Chicago Film Critics Association Award beste Nachwuchsdarstellerin für Les Misérables
- Nominierung—London Critics’ Circle Film Award beste junge britische Darstellerin des Jahres für Les Misérables
- Nominierung—San Diego Film Critics Society Award beste Nebendarstellerin für Les Misérables
- Nominierung—San Diego Film Critics Society Award bestes Ensemble für Les Misérables
- Nominierung—Satellite Award beste Nebendarstellerin für Les Misérables
- Nominierung—Washington D.C. Area Film Critics Association Award beste Nebendarstellerin für Les Misérables